# Берёзовка (Магдагачинский район)
Берёзовка — упразднённая деревня в Магдагачинском районе Амурской области России.

## География
Урочище находится в центральной части Амурской области, на правом берегу реки Тыгды, на расстоянии примерно 75 километров (по прямой) к юго-востоку от посёлка городского типа Магдагачи, административного центра района. Абсолютная высота — 270 метров над уровнем моря.

## История
По данным 1926 года в деревне имелось 37 хозяйств (из которых 36 крестьянского типа) и проживало 152 человека (83 мужчины и 69 женщин). В национальном составе населения преобладали белорусы. В административном отношении входила в состав Горкинского сельсовета Тыгдинского района Зейского округа Дальневосточного края.